# Гамалей, Иван Аврамович
Иван Аврамович Гамалей (род. 1931 год, село Киселёвка, Черниговский район, Черниговская область, Украинская ССР) — бригадир монтажников Хабаровского домостроительного комбината Министерства строительства предприятий тяжёлой индустрии СССР, Хабаровский край. Герой Социалистического Труда (1971).

## Биография
Родился в 1931 году в крестьянской семье в селе Киселёвка Черниговского района Черниговской области. Окончил школу фабрично-заводского обучения, после которой трудился каменщиком в Белоруссии. В 1951 году по комсомольской путёвке отправился на Дальний Восток, где стал работать каменщиком на строительстве жилых домов в Хабаровске. В 1954 году назначен бригадиром каменщиков и позднее — бригадиром комплексной бригады монтажников Хабаровского домостроительного комбината. Построил более сотни жилых домов в Биробиджане, Амурске и других населённых пунктов, из них — 87 в Хабаровске. Участвовал в строительстве различных промышленных и социальных объектов. Его бригада стала первым строительным коллективом в Хабаровском крае, возводившим объекты из крупных панелей.
Бригада Ивана Гамалея использовала в своей работе передовые строительные методы, в результате чего значительно повысилась производительность труда. В 1963 году бригада получила кубок — приз газеты «Тихоокеанская звезда» за лучший построенный ею дом в Хабаровском крае и стала первым трудовым коллективом на домостроительном комбинате, получившим почётное звание «Бригада коммунистического труда».
Бригада Ивана Гамалея выполнила плановые производственные задания Восьмой пятилетки (1966—1970) за четыре года. Указом Президиума Верховного Совета СССР (неопубликованным) от 5 апреля 1971 года «за выдающиеся успехи в выполнении заданий пятилетнего плана по строительству и вводу в действие производственных мощностей, жилых домов и объектов культурно-бытового назначения» удостоена звания Героя Социалистического Труда с вручением ордена Ленина и золотой медали Серп и Молот.
Проживал в Хабаровске.
Сочинения
- Дом — панель за панелью [Текст] : [Хабар. домостроит. комбинат] / И. А. Гамалей, С. Д. Гузандров; [Лит. запись В. Туманова]. — Хабаровск : Кн. изд-во, 1974. — 21 с.; 17 см. — (Опыт новаторов — в массы!).

Награды
- Герой Социалистического Труда
- Орден Ленина
- Орден Трудового Красного Знамени (11.08.1966)